# Тома (Буркина-Фасо)
Тома (фр. Toma) — город и городская коммуна в Буркина-Фасо, в области Букле-ду-Мухун. Административный центр провинции Наяла.

## География
Расположен на северо-западе центральной части страны, в 72 км от города Кудугу и в 190 км от столицы страны, города Уагадугу, на высоте 271 м над уровнем моря. Коммуна включает в себя 7 секторов и 16 деревень.

## Население
По данным на 2013 год численность населения города составляла 14 278 человек. Население городской коммуны по данным переписи 2006 года составляет 29 003 человека.
Динамика численности населения города по годам:
| 1996  | 2005   | 2013   |
| ----- | ------ | ------ |
| 9 028 | 11 389 | 14 278 |

## Города-партнёры
- Вадерн, Германия[4].